# Aaltopiiri
Albums de Pan Sonic
A
(1999) Kesto
(2004)
Aaltopiiri est le quatrième album du groupe finlandais de musique électronique Pan Sonic, sorti en janvier 2001 sur le label Blast First. Sa sortie est suivie par une tournée mondiale, qui débute le 17 février à Singapour et se termine en Islande.

## Parution et réception

### Accueil critique
Pour Philippe Simon, cet album, "ascétique sans céder à la sécheresse", provoque "une émotion troublante, comparable à celle qui présiderait à la découverte fortuite d'un chœur de lignes à haute tension". Dans sa critique pour AllMusic, John Bush évoque un paysage de tundra arctique plongé dans un hiver sans fin.
David Toop trouve Aaltopiiri moins austère que les premiers albums du groupe, conservant la clarté du son et le minimalisme rythmique, mais y ajoutant un côté «electro-dub» rappelant le son des boîtes à rythmes des années 1980 plutôt que des oscillateurs. Il compare le morceau Äänipää à un "Trans-Europe Express" du 21ème siècle, et observe que les morceaux electro-dub sont parsemés de courts "poèmes sonores", qui témoignent d'un élargissement de leur vocabulaire musical.
Dans les pages du New Musical Express, Piers Martin regrette que cet album n'atteigne pas l'intensité des concerts du duo, mais relève que le dernier quart de l'album, plus rythmique et industriel, s'en approche, en particulier dans le morceau "Kierto".

### Tournée mondiale
Après la sortie d'Aaltopiiri, le groupe démarre une tournée mondiale de huit semaines, qui inclut l'Asie (la première date est le 17 février 2001 à Singapour), l'Australie, la Nouvelle-Zélande, l'Ile de Pâques, l'Argentine, le Mexique (le 17 mars), les États-Unis (San Francisco, Portland, Seattle, New York, Princeton), le Canada (Edmonton, Winnipeg, Toronto) et l'Islande (en début avril),.
Epuisé physiquement et mentalement, Mika Vainio tombe malade, et la tournée est interrompue (quatre semaines supplémentaires étaient planifiées).

## Liste des morceaux
Les faces indiquées sont celles de la version double-vinyle.
| 1. | Ensi        | 0:35 |
| 2. | Vaihtovirta | 6:38 |
| 3. | Toisaalta   | 0:32 |
| 4. | Johdin      | 5:46 |
| 5. | Kuu         | 1:26 |
| 6. | Äänipää     | 3:49 |

| 7.  | Arvio       | 1:24 |
| 8.  | Liuos       | 6:16 |
| 9.  | Ulottuvuus  | 5:58 |
| 10. | Hallapyydys | 4:42 |

| 11. | Reuna-Alue | 9:30 |
| 12. | Valli      | 6:19 |

| 13. | Kone     | 4:20 |
| 14. | Johto 3  | 3:48 |
| 15. | Murskaus | 1:37 |
| 16. | Rasite   | 0:51 |
| 17. | Kierto   | 6:11 |